# Christophe (músico)
Christophe, registrado al nacer como Daniel Bevilacqua (Juvisy-sur-Orge, Francia; 13 de octubre de 1945-Brest, 16 de abril de 2020),  fue un músico y cantante francés, nacido en los suburbios parisinos, hijo de un empresario de la construcción de origen italiano. Fue una de las personalidades clásicas de la música francesa pese a que solamente es mundialmente conocido por sus temas Aline y Les Marionettes, temas que le situaron entre los cantantes universales, de la historia de la música pop.[cita requerida]

## Biografía

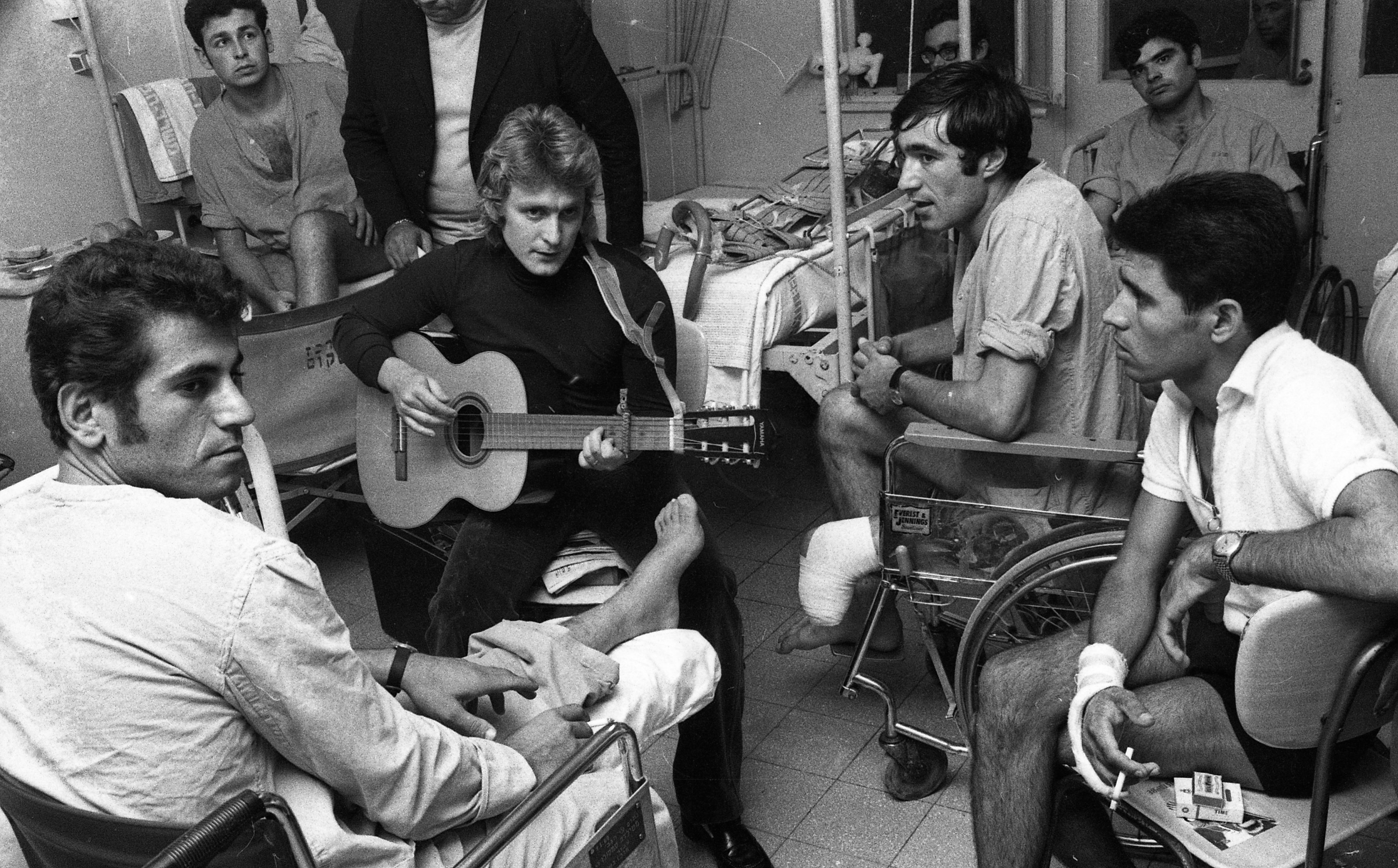
Christophe durante su visita a Israel 1969

Muy joven, quedó fascinado por el American way of life —Estilo de vida americano—, de tal suerte que estaba al pendiente y en sintonía a través de los filmes que frecuentemente veía en el cine, e Ivan Toniel fue un cantante francés quien también lo ayudó a cumplir su carrera.[cita requerida]
Hacia los ocho años de edad, Édith Piaf y Gilbert Bécaud se convirtieron en sus primeros ídolos, pero serían reemplazados más tarde por el blues, una verdadera revelación para los adolescentes de aquella época: descubrió y se vio influenciado por Robert Johnson y, sobre todo, por John Lee Hooker. Al final de la década de 1950, al igual que su generación, denominada "Baby Boom" (posterior a la guerra), quedó marcado por la influencia decisiva de Elvis Presley y de James Dean, al desarrollar una pasión sincera por el rock de los pioneros de la Sun Records, y a través del blues también fue influido (admitido por él mismo) por Georges Brassens.[cita requerida]
Habiendo hallado su vocación (según él, siendo un estudiante mediocre), fundó un grupo amateur llamado: Danny Baby et les Hooligans, que interpretaba temas en "Yoghurt" (Término francés para denominar a un "falso inglés" —a base de frases y onomatopeyas, que dan la apariencia de ser la lengua original—), haciéndose acompañar de una guitarra.[cita requerida]
Después de prestar su servicio militar, emprendió una carrera como solista. Hacia 1963, grabó su primer disco de 45 rpm para el célebre sello Golf Druot. Sin embargo, el tema Reviens Sophie ("Regresa, Sofía"), inspirado en la música negra estadounidense, pasó completamente desapercibido.[cita requerida]
En 1965, logró la fama con la balada Aline, la cual cronológicamente fue uno de los primeros éxitos del verano en Francia, junto a J'entends siffler le train ("Escucho silbar al tren"), de Richard Anthony. El éxito colosal del tema (vendió más de un millón de copias), del cual escribió la letra y la música, le valió más tarde el enfrentar un proceso legal de demanda por plagio, por parte del cantante Jacky Moulière, el cual perdió inicialmente pero finalmente ganó en un juicio de apelación, hacia los años 1970. "Aline" se escuchó en diversos países del mundo, y se ha convertido en un tema clásico de la música pop.[cita requerida]
Otros éxitos seguirían, bajo un ritmo más o menos regular: Les Marionettes, J'ai entendu la mer o Excuse-moi, Monsieur le professeur.[cita requerida]
Embriagado por su logro, vivió aceleradamente en el sentido real y figurado; sus riñas con la policía a causa de conducir a gran velocidad sus Ferrari Testarossa y su Lamborghini hicieron parte de su leyenda. Seductor empedernido, tuvo un romance con la cantante Michèle Torr, que culminó en un hijo llamado Romain, quien nació el 18 de junio de 1967. Cuatro años más tarde, contrajo nupcias con Veronique (media hermana de Alain Kan), con quien tuvo una hija llamada Lucie.[cita requerida]
En 1967, firmó la banda sonora original del filme La Route de Salina, de Georges Lautner, su única intervención en el mundo cinematográfico.[cita requerida]
A comienzos de los años 1970, su popularidad quedó en suspenso por un breve periodo, durante el cual se dejó crecer el bigote al igual que su rubia cabellera, acentuando su imagen de Latin Lover, improvisándose como un homenaje al industrial italiano, Enzo Ferrari.[cita requerida]
El disparo se produjo nuevamente para Christophe a raíz de que su productor, Francis Dreyfus, le asistió con los servicios de Jean Michel Jarre, por entonces un joven compositor y letrista, con quien escribió el álbum Les Paradis perdus, con una marcada influencia de los grupos de rock de la época, como Pink Floyd y Lou Reed, entre otros.[cita requerida]
Hacia 1973, albergó en su mente el deseo de morir, como lo demuestra este extracto del álbum Les Paradis perdus:[cita requerida]

À chaque pas la nuit tombe
Sur mes cheveux collés

Dans ces phares qui éclairent
Ma guitare mouillée
Même la mort 

Est trempée
Je veux partir avant que vienne l'heure 

Je quitterai ce monde qui se meurt
Je veux mourir avant longtemps
Loin de ce bruit loin de ces gens 

Je n'ai pas eu le temps de vivre

El éxito asistió nuevamente a la cita. El logro de su asociación se concretó en 1975, a través del álbum y del sencillo de 45 rpm denominado Les Mots bleus, uno de los picos de la carrera de Christophe, que le permitió renovar a su público. Se presentó en el Olympia de Paris, donde agotó las localidades. Había dejado atrás su apariencia de joven «como era preciso » de los años 1960, para vestirse con la armadura de dandy ligeramente decadente, cantando con un aire despreocupado Le Dernier des Bevilacqua o el éxito Señorita. Inmerso en un vacío interno de su propia visión, cayó por un breve tiempo en la drogadicción.[cita requerida]
En 1978, publicó uno de sus álbumes, el más audaz, Le Beau Bizarre, que no tuvo el mismo éxito que sus predecesores, pero que le valió numerosos elogios de la crítica. Las letras fueron firmadas por Bob Decout. Posteriormente, colaboró con Boris Bergman en Samourai y con su cuñado, Alain Z. Kan, en Pas vu, pas pris.[cita requerida]
Christophe revivió en 1980 el sencillo de 45 rpm Aline, y logró vender 3 millones y medio de copias más, para su mayor sorpresa.[cita requerida]
En 1983, su tercer gran éxito fue nuevamente una balada, Succes Fous ("Éxitos locos"), del cual vendió 600 000 copias, pero fue catalogado como cantante mediano. Seguido a ello, su ritmo no cesó de desacelerarse; publicó un álbum de adaptaciones de números anglosajones de los años 1940 y 1950 (Clichés d'amour) en discos de vinilo de 45 rpm (Ne raccroche pas) que se apreció como un guiño en dirección a la joven Estefanía de Mónaco, pero sin repercusión. Se consagró esencialmente a sus colecciones de discos raros, Gramolas y de grandes películas, su cinefília era bien conocida por el director cinematográfico francés Henri Langlois, a quien prestó una copia original de La Strada, de Federico Fellini. Melómano consumado, se mantuvo al corriente de las novedades musicales, a fin de mantenerse notablemente actualizado en su propia música. Perfeccionista hasta la manía, podía pasar un año trabajando sobre el sonido de una simple partitura para batería.[cita requerida]
Después de un sencillo de 45 rpm que pasó desapercibido, Chiqué Chiqué, lanzado en 1988, cambió de casa grabadora, en 1995. De Motors, migró a Epic Records, una división de Sony.[cita requerida]
En 1996, publicó un álbum ambicioso pero que no le valió el ser considerado, Bevilaqua, en donde trabajó a dúo con su ídolo Alan Vega, del grupo estadounidense Suicide. Verdadero disco de ambiente, Bevilaqua sorprendió por su modernidad: Christophe es él mismo y no parece más a aquel dandy y crooner de los años setenta, interesado en la tecnología y los sintetizadores, atraído por las numerosas posibilidades que ofrecen los ordenadores. Christophe duró varios meses experimentando con voces y música en su estudio de sonido particular, dentro de su propia residencia. Sus canciones ya no las escribió conforme al modelo copla-refrán-copla, sino que testimoniaban más bien acerca de un espíritu torturado, laberíntico. Cinco años más tarde, Comm'si la terre penchait... conocerá una mejor aceptación, aun cuando se hallase muy lejos del record de ventas. Anunció su regreso a los escenarios (lo que se produjo después de 26 años de ausencia), brindando una serie de magníficos conciertos en el Olympia de París, respaldado por un excelente grupo, para recrear sus temas más célebres. El disco Christophe Live à L'Olympia, publicado el año siguiente y con un DVD adjunto, dio testimonio perfecto de esa magia recuperada. En 2004, cantó al lado de Alain Bashung, en el escenario del Elysée Montmartre, los temas Les mots bleus y Ámsterdam.[cita requerida]
En marzo del 2005, apareció en escena del Teatro Nacional de la Opéra-Comique para ofrecer a Brigitte Fontaine una interpretación inolvidable de la canción Hollywood (letra de la propia Brigitte Fontaine, música de Areski Belkacem). En 2007, interpretó L'un dans l'autre, dentro del álbum Arkhanelsk, del trompetista Erik Truffaz, tema del cual escribió la letra.

## Fallecimiento
En marzo de 2020 fue ingresado en un hospital de París por problemas pulmonares, dio positivo en un test de coronavirus. Falleció a los setenta y cuatro años el 16 de abril de 2020, en un hospital de Brest, en la región de la Bretaña, a causa de un enfisema pulmonar.

## Discografía

### Álbumes en estudio
- 1965: Aline
- 1970: BO La Route de Salina
- 1972: Christophe
- 1973: Les Paradis perdus
- 1974: Les Mots bleus
- 1976: Samouraï
- 1977: La dolce vita
- 1978: Le Beau Bizarre
- 1980: Pas vu pas pris
- 1983: Clichés d'amour
- 1996: Bevilacqua
- 2001: Comme si la terre penchait
- 2008: Aimer ce que nous sommes
- 2013: Paradis retrouvé
- 2014: Intime
- 2016: Les vestiges du chaos
- 2019: Christophe Etc.

### Álbumes en directo
- 1975: Olympia
- 2002: Live à L'Olympia

### EP
- 1964: Reviens Sophie / Cette fureur de vivre / Ça n'fait rien / Se dire adieu (EP Golf Drouot F 71006)
- 1966: J'ai entendu la mer
- 1967: Excusez-moi Monsieur le Professeur